# Sarrelouis
Sarrelouis (en allemand : Saarlouis, en Sarrois : Saarlui) est aujourd’hui une des principales villes du Land de la Sarre en Allemagne. Elle compte environ 35 000 habitants et son district plus de 190 000.
Le surnom des habitants est Saarloujer Buleen.

## Géographie
Quartiers :
- Beaumarais
- Fraulautern
- Lisdorf
- Neuforweiler
- Picard
- Roden
- Steinrausch

## Histoire
| Appartenances historiques Duché de Lorraine ?-1680 Royaume de France 1680-1792 République française (Moselle) 1792-1804 Empire français (Moselle) 1804-1813 Royaume de Prusse (Grand-duché du Bas-Rhin) 1815-1822 Royaume de Prusse (Province de Rhénanie) 1822-1918 République de Weimar 1918-1920 Territoire du bassin de la Sarre 1920-1935 Reich allemand 1935-1945 Allemagne occupée 1945-1947 Protectorat de Sarre 1947-1956 Allemagne 1956-présent |

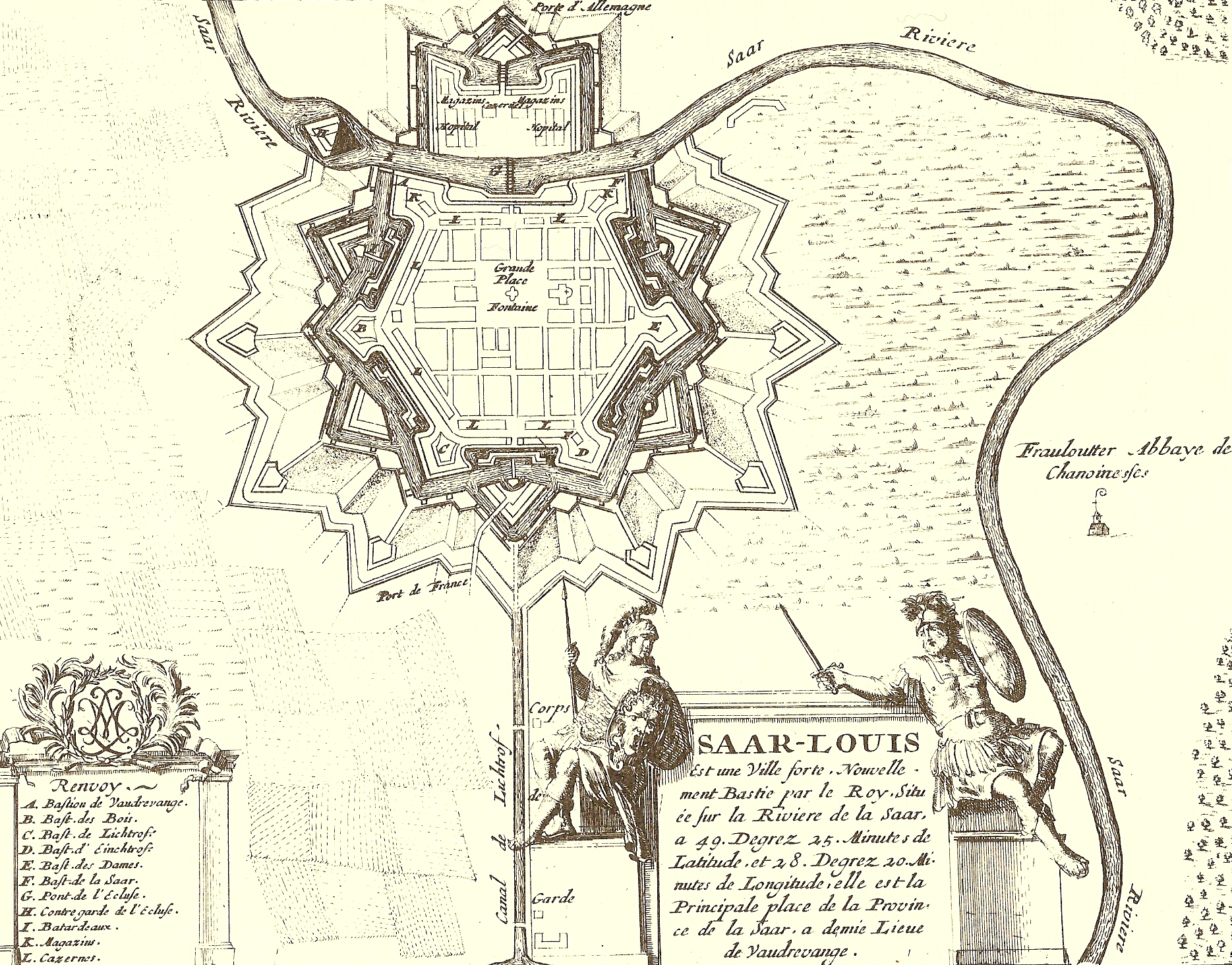
Ancienne carte française de la ville fortifiée.

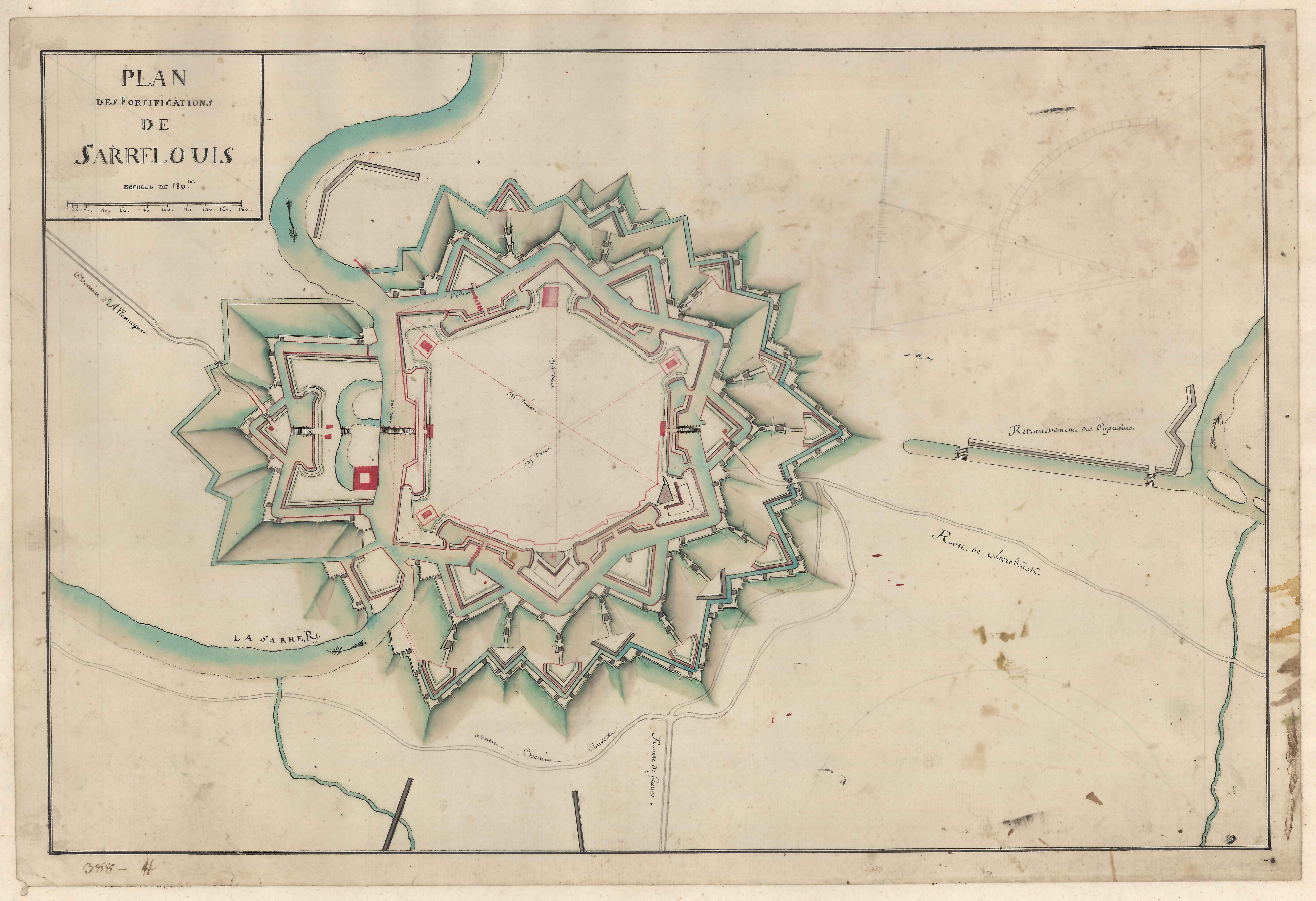
Fort de Saarlouis (1750).

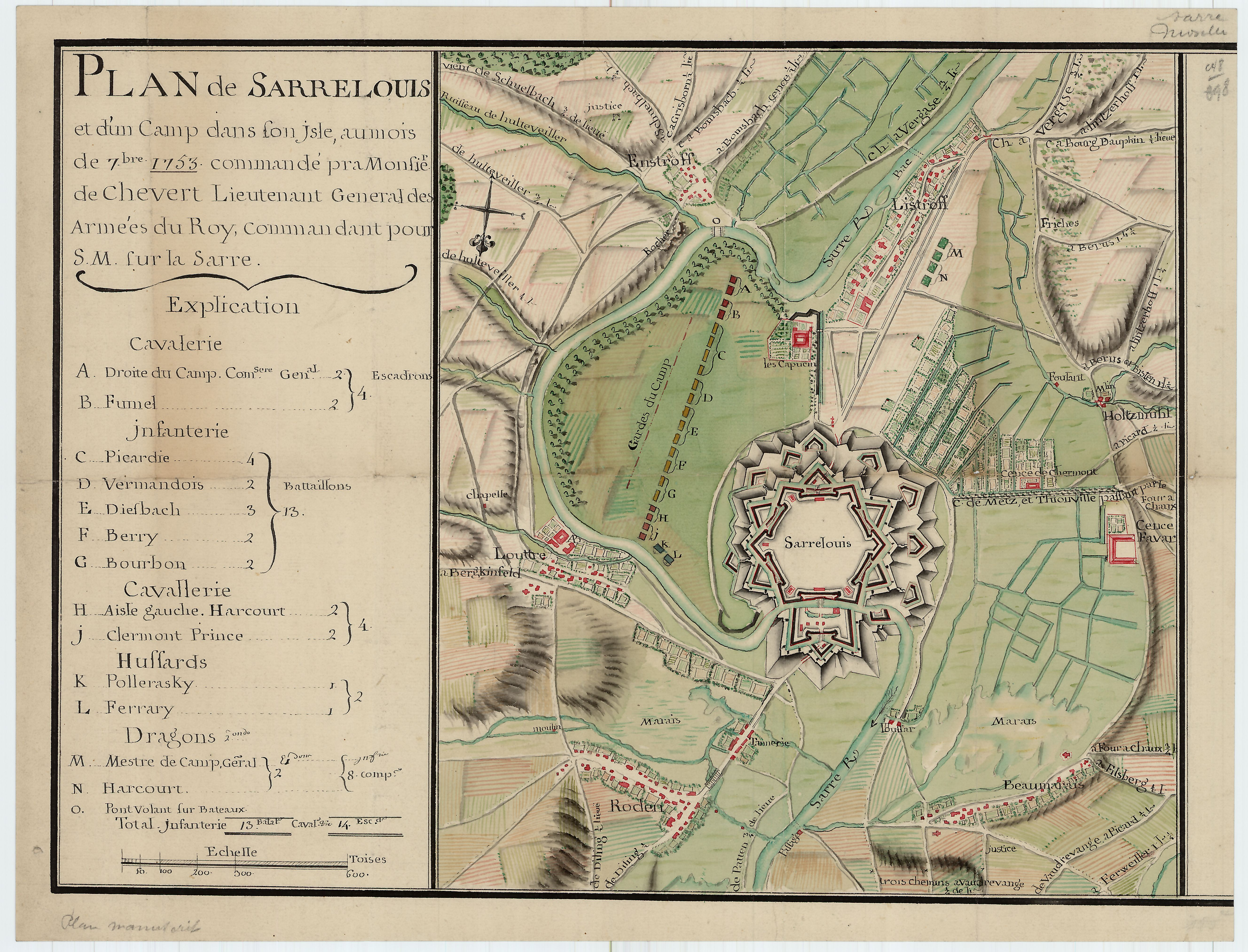
Fort de Saarlouis avec la zone de transit (1753).

En 1679, le traité de Nimègue met fin à la guerre de Hollande : il proposait la restitution du duché de Lorraine au duc Charles V de Lorraine, moyennant l'annexion de Nancy par la France et la création de quatre routes traversant le duché et permettant aux troupes françaises de rejoindre facilement l'Alsace, française depuis 1648. Le souverain Lorrain refusa une proposition  humiliante.
L'année suivante, le roi Louis XIV, dont les troupes occupaient par intermittence la région depuis 1634, ordonna le démantèlement de la petite ville Lorraine de Vaudrevange, chef-lieu du bailliage d'Allemagne et, qu'avec le matériau fourni par les remparts de cette localité ruinée par les Suédois, soit édifiée la nouvelle ville-forteresse de « Saarlouis » dont le nom, tout en s'adaptant à la région où coule la Sarre, présente dans de nombreux toponymes (Sarrebruck, Sarrebourg, Sarreguemines, etc.), serait un hommage au souverain français et un rappel de sa puissance en territoire germanophone.
Vauban élabore le plan de la ville-forteresse qui accueillera les troupes françaises. Le 5 août 1680, le père Célestin de Saint-Dié (1648-1709), capucin, gardien du couvent de Vaudrevange puis du futur couvent de Sarrelouis, pose la première pierre de la cité naissante, laquelle sera construite par des soldats du régiment de Beaumarais et du régiment de la Picardie. Encore aujourd'hui, deux quartiers de Sarrelouis sont ainsi nommés « Beaumarais » et « Picard ». La forteresse devra défendre les nouvelles possessions royales françaises en Lorraine (qui donne un accès sans contournement frontalier aux possessions françaises plus anciennes en Alsace).
En 1697, avec le traité de Ryswick, la majeure partie de la Lorraine regagne son indépendance (à condition de rester neutre et de ne pas s’allier au Saint-Empire). Cette concession de Louis XIV lui permet de s'allier à l’Espagne dans la perspective de sa succession sur le trône ; l'Espagne reprend ainsi la souveraineté de l’essentiel des Pays-Bas du Sud, mais Louis XIV obtient de l’Espagne de garder Sarrelouis et la région environnante comme une enclave française dans la région, afin d’éviter qu’elle ne retombe sous le pouvoir des princes allemands. Par ce traité, Louis XIV obtient aussi de compléter la possession de l’essentiel de l’Alsace et donc la souveraineté de la rive gauche du Rhin, ce qui lui permet aussi de laisser Guillaume III, prince d'Orange asseoir sa couronne en Angleterre sans aucune prétention sur les possessions espagnoles ou l’ancien duché de Lorraine.
Le traité d'Utrecht de 1713 et le traité de Rastatt de 1714, mettant fin à la guerre de Succession d'Espagne, donnent l'Espagne et son empire colonial à la maison de Bourbon, mais les Pays-Bas Espagnols restent dans la maison de Habsbourg puisqu'ils passent sous suzeraineté autrichienne.
La bonne entente entre le duc Léopold Ier de Lorraine, également duc de Bar, et son cousin l'empereur Charles VI du Saint-Empire, font craindre à la France de Louis XV une alliance entre les deux pays qui se traduirait par le mariage de l'héritière des Habsbourg, Marie-Thérèse, avec l'héritier du duché de Lorraine, François-Étienne. Une telle union mettrait Paris à moins de 200 km des armées impériales.
Néanmoins, la guerre de Succession de Pologne qui oppose de 1733 à 1738 le beau-père de Louis XV, soutenu par son gendre et l'Electeur de Saxe, soutenu par l'empereur, remet en cause l'équilibre Européen et l'avenir de la Lorraine et du Barrois : Le traité de Vienne confie la Lorraine et le Barrois à titre viager au beau-père du roi de France qui, de son côté, renonce à la couronne de Pologne au profit de son rival. A sa mort, Lorraine et Barrois seront rattachés à la couronne de France. Pour ce faire, le jeune duc de Lorraine 
renonce à ses possessions ancestrales et reçoit en compensation la Toscane (dont le dernier souverain n'a pas d'héritier). Il épouse la fille aînée et héritière de l'empereur et peut espérer la couronne impériale. 
La Guerre de succession d'Autriche (1740-1748) n'amène guère de changement pour la Lorraine mais permet en 1756 le rapprochement de la France et de l'Autriche contre leurs anciens alliés. 
Le traité de Vienne et le Traité d'Aix-la-Chapelle avaient permis d’éviter le rattachement direct de la Lorraine à la France (pour ne pas mécontenter les anciens alliés prussiens) et un arrangement avec l’Autriche qui administrait le reste des anciens Pays-Bas espagnols et à qui Louis XV cède ses précédentes possessions dans les Pays-Bas du sud. En 1766, le duché de Lorraine et le duché de Bar sont rattachés au royaume de France. Ce rattachement de la Lorraine laisse Sarrelouis exclavée, mais dans une région sarroise désormais alliée à la France et à l’Autriche contre la Prusse au nord, les Provinces-Unies au nord-ouest, et l’Angleterre.
La ville fut chef-lieu de district de 1790 à 1795.
Pendant la Révolution française, la Lorraine et Sarrelouis s’allient aux révolutionnaires contre la coalition des princes germaniques alliés à l'Angleterre ; les révolutionnaires, trouvant son nom trop royal, rebaptisent la ville Sarrelibre jusqu’en 1810, après que Napoléon eut repris une partie du Sud des Pays-Bas désormais définitivement perdus par l'Autriche des Habsbourg-Lorraine.
Après la défaite des armées de l’Empire français, la ville était restée française, mais à la suite des cent-jours, et par le traité de Paris de 1815 la France doit céder une série de villes frontalières et transfère la propriété de la ville de Sarrelouis à la Prusse qui administre l’ancienne Sarre autrichienne reprise à la France et devient le chef-lieu de l'arrondissement de Sarrelouis. La ville libre devient ensuite allemande, et partie intégrante de la Sarre avec l’unification de l’Allemagne à la fin du XIXe siècle.
Au lendemain de la Première Guerre mondiale, Sarrelouis est occupée par la France, sous mandat de la Société des Nations, et la région de la Sarre est détachée de l’Allemagne et devient une région autonome, le Saargebiet de 1919 à 1935, jusqu'à ce qu'elle soit rattachée à nouveau à l'Allemagne sous son nom précédent de Saarland après un référendum. En 1936, les Nazis, trouvant son nom trop français, unifient la ville de Saarlouis avec la commune voisine de Fraulautern sur la rive est de la rivière Sarre et la rebaptisent Saarlautern.
Au lendemain de la Seconde Guerre mondiale en 1945, sous l’occupation française provisoire de la région, la ville a retrouvé son nom allemand de Saarlouis, sa devise et ses armoiries, ainsi que ses anciennes limites territoriales (Fraulautern en est à nouveau détachée). Saarlouis rejoindra ensuite la nouvelle République fédérale d'Allemagne avec l’adhésion du Land de la Sarre le 1er janvier 1957, peu après la fin en 1954 du régime d’occupation militaire alliée dans la partie occidentale de l'Allemagne et l’échec des tentatives d’en faire une région internationale européenne, ébauche d’une future Europe unie pour la paix.

## Héraldique et devise
| Blason de Sarrelouis | Blason  | D'argent, à un soleil d'or au-dessus d'une nue d'azur, mouvante du canton sénestre de l'écu ; au chef d'azur, chargé de trois fleurs de lys d'or. Devise / CriDissipat atque fovet. Elle signifie : « Le soleil dissipe (les nuages dessinés sur le blason) et il réchauffe. ». Le soleil fait ici référence au « Roi Soleil » Louis XIV, fondateur de la ville, qui s’octroie par cette devise un pouvoir important. |
| Blason de Sarrelouis | Détails | Les armoiries de Sarrelouis sont parlantes : la devise et le soleil qui y figurent rappellent très probablement d'abord la destruction et ensuite la reconstruction de cette ville par Louis XIV ; le chef est la marque de propriété du roi de France. |

## Lieux et monuments
Les principaux sites pittoresques sont :
- Le grand marché, avec la Kommandantur et l’église Saint-Louis (dont la nef a été reconstruite en 1970 par Gottfried Böhm) ;
- la fontaine de Sainte-Marie ;
- la vieille ville et les casemates ;
- l'auberge du Maréchal Ney, sur la Bierstraße, où le maréchal d'Empire français est né.

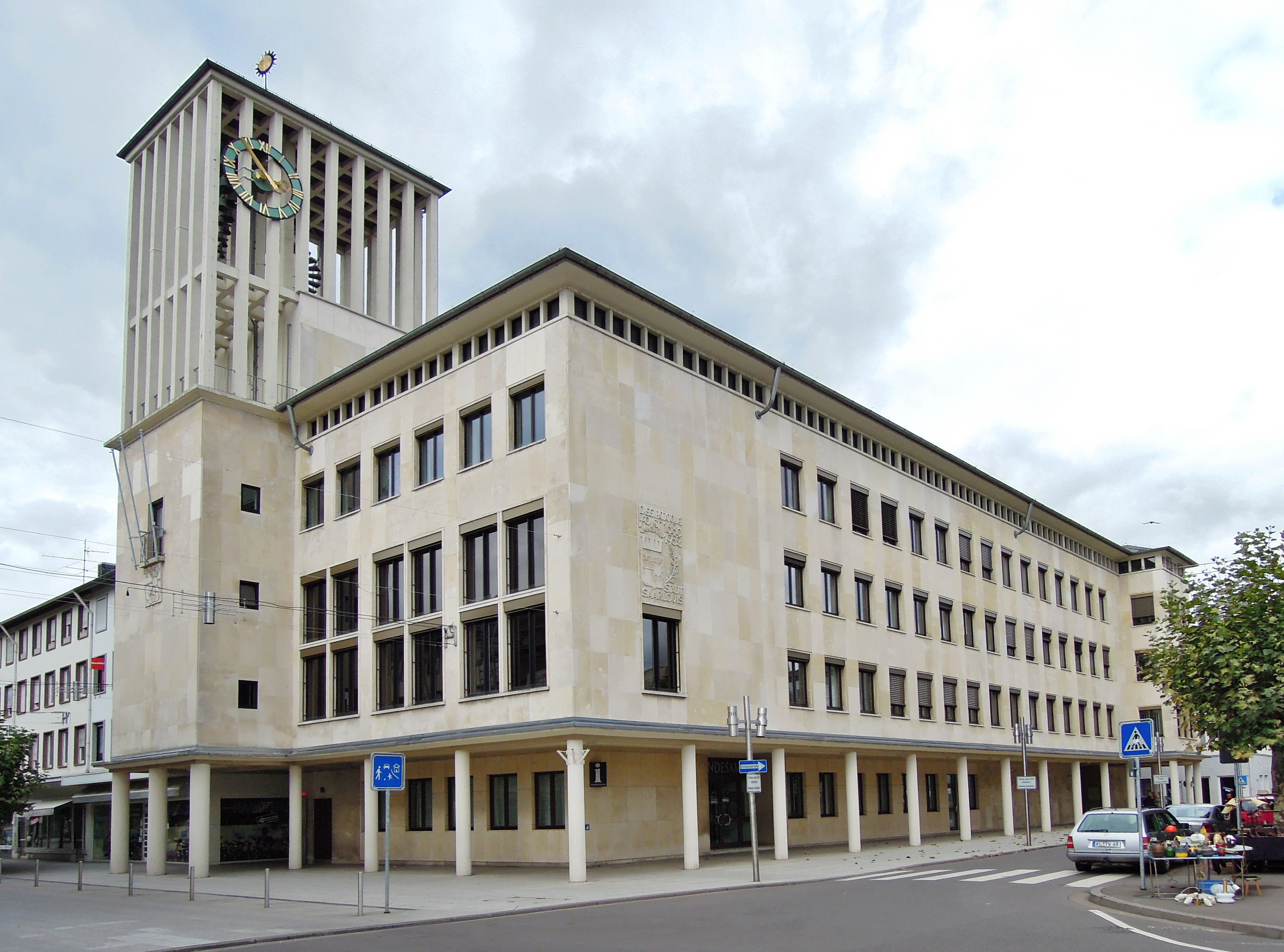
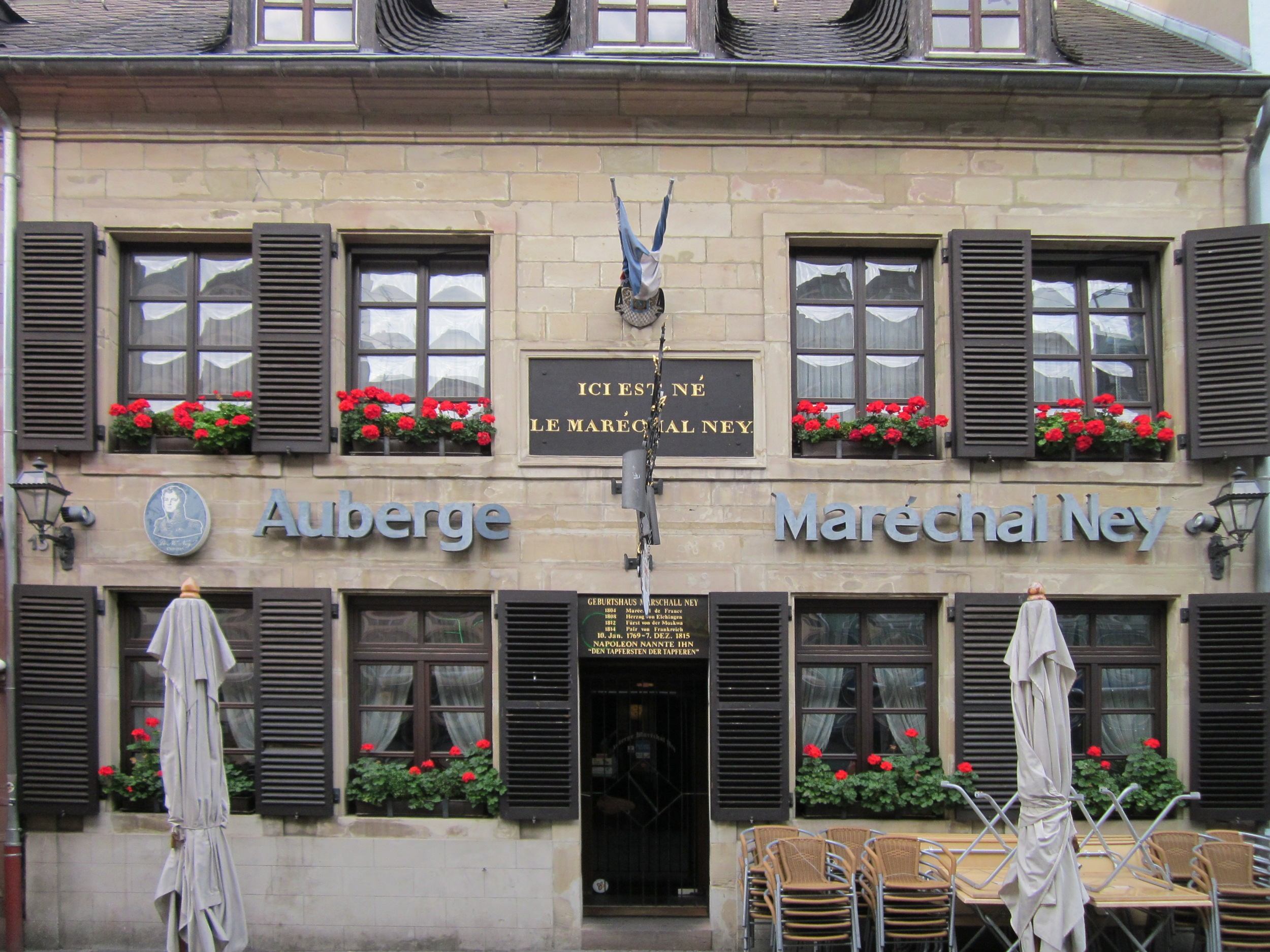
Maison natale du Maréchal Ney
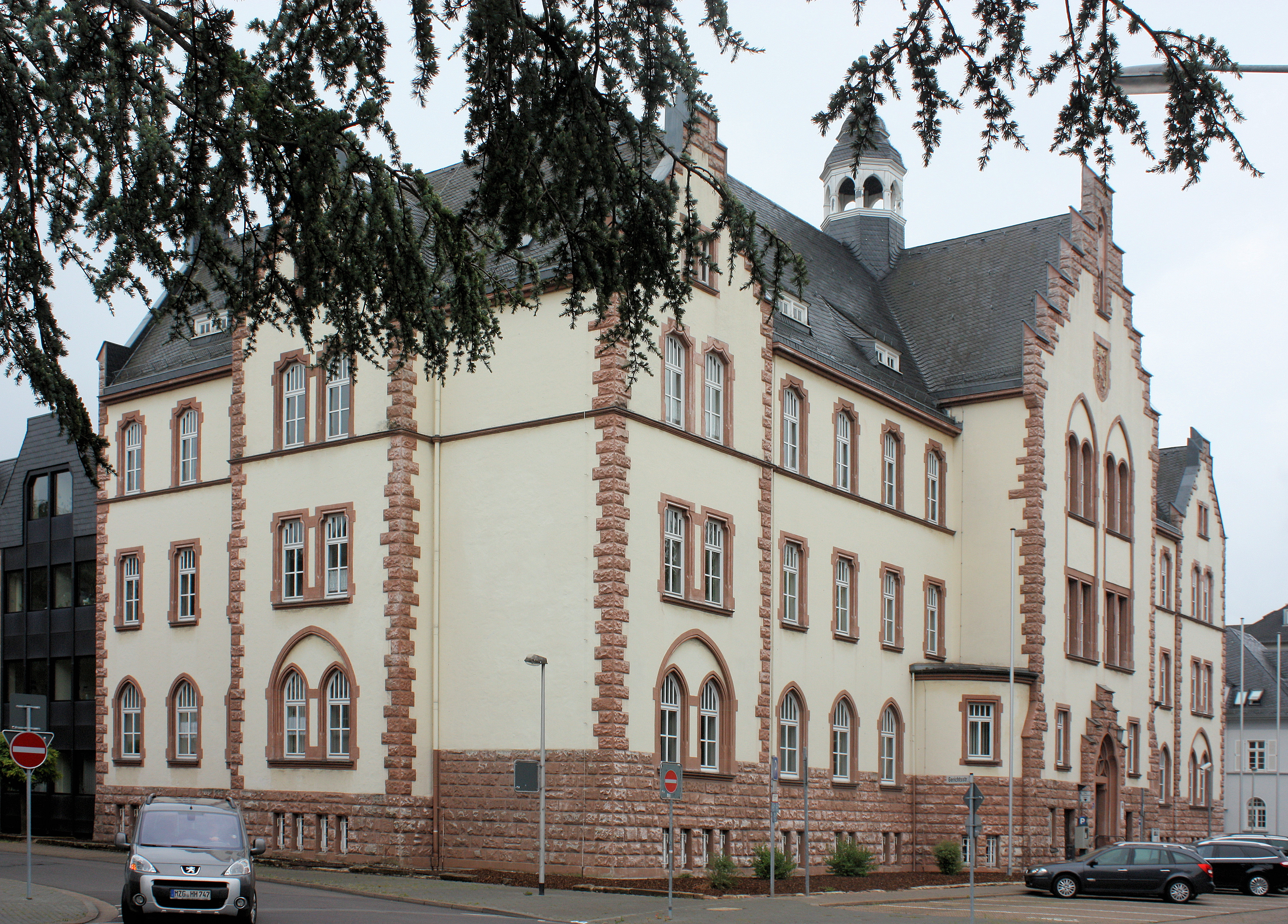
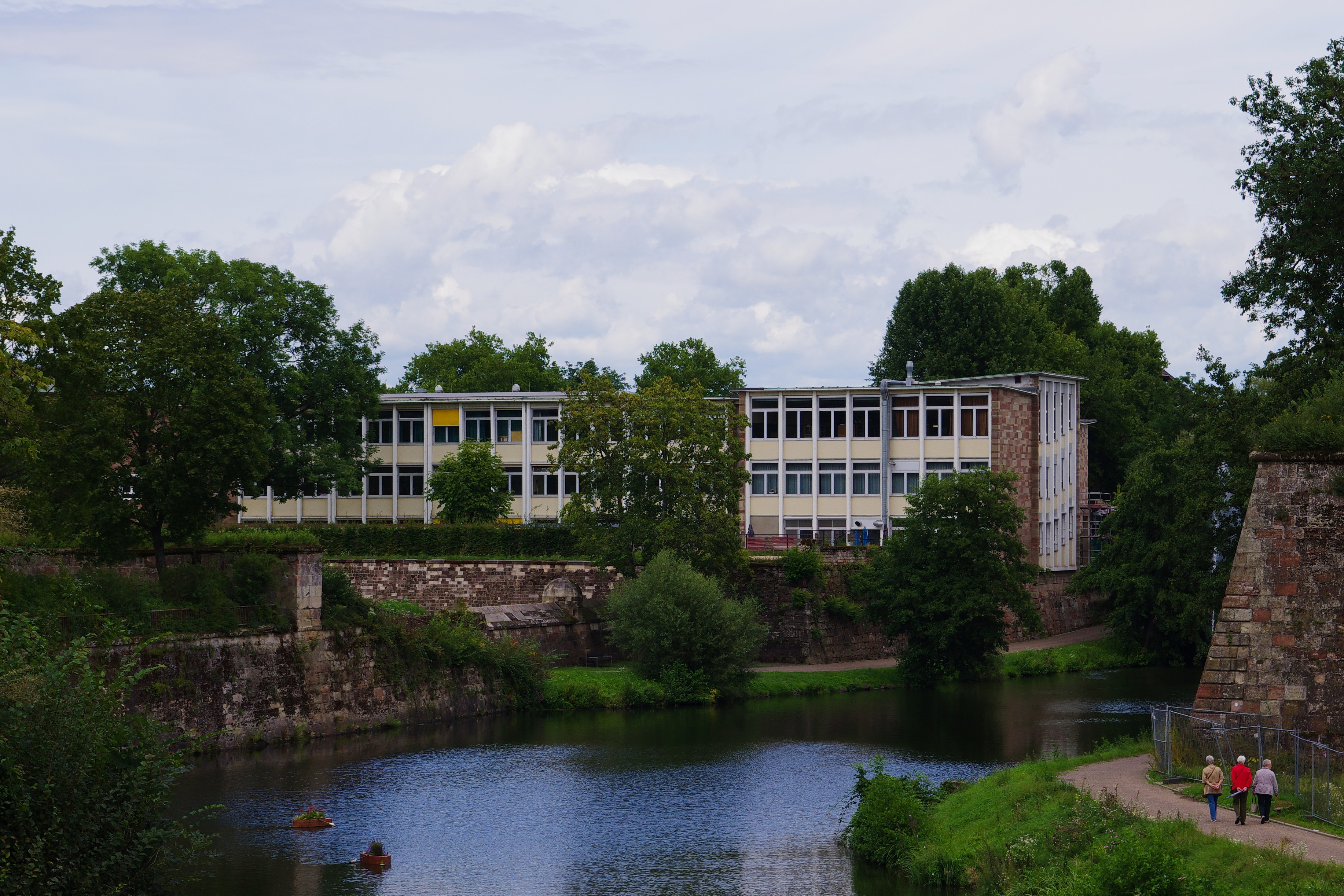
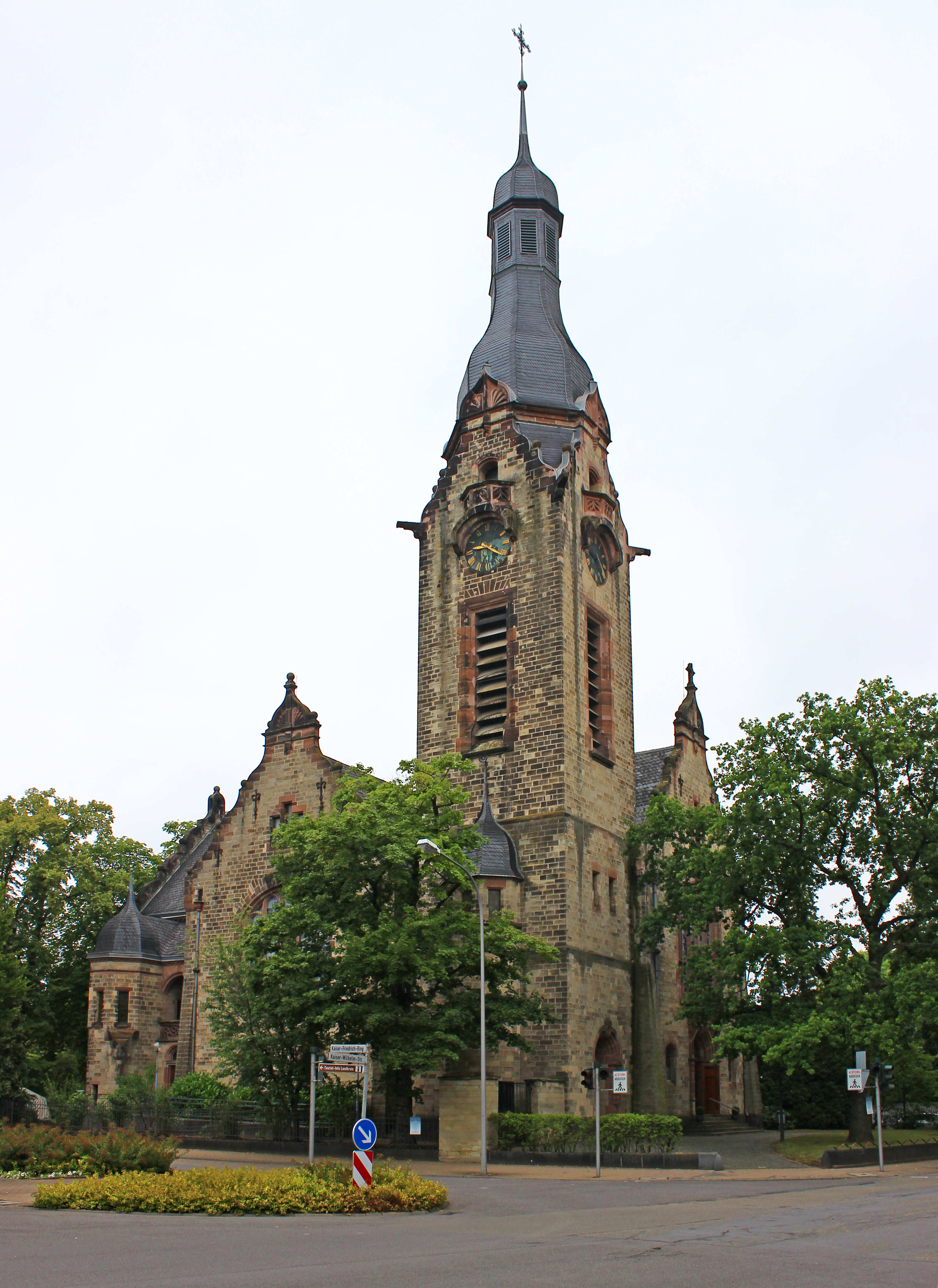
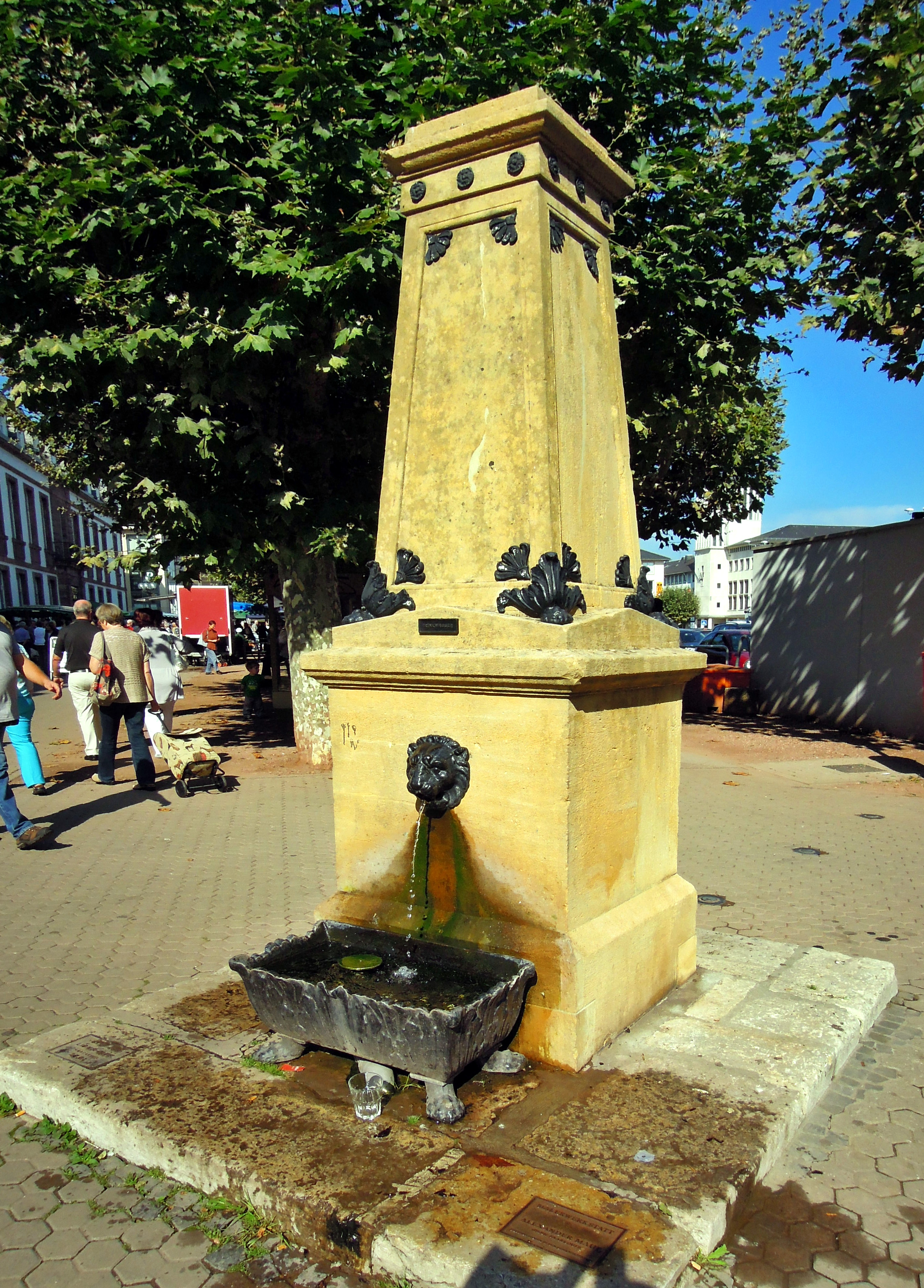
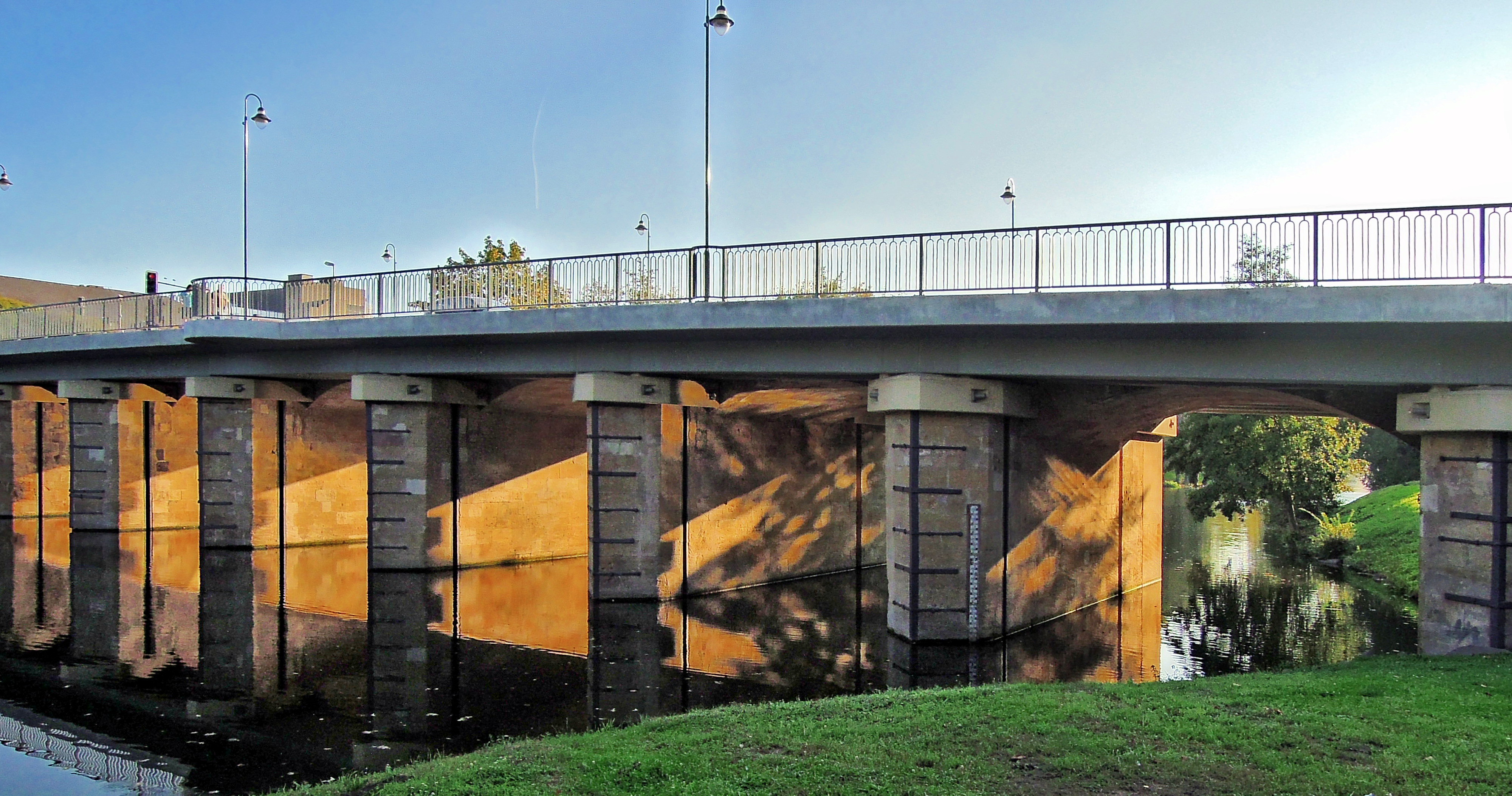
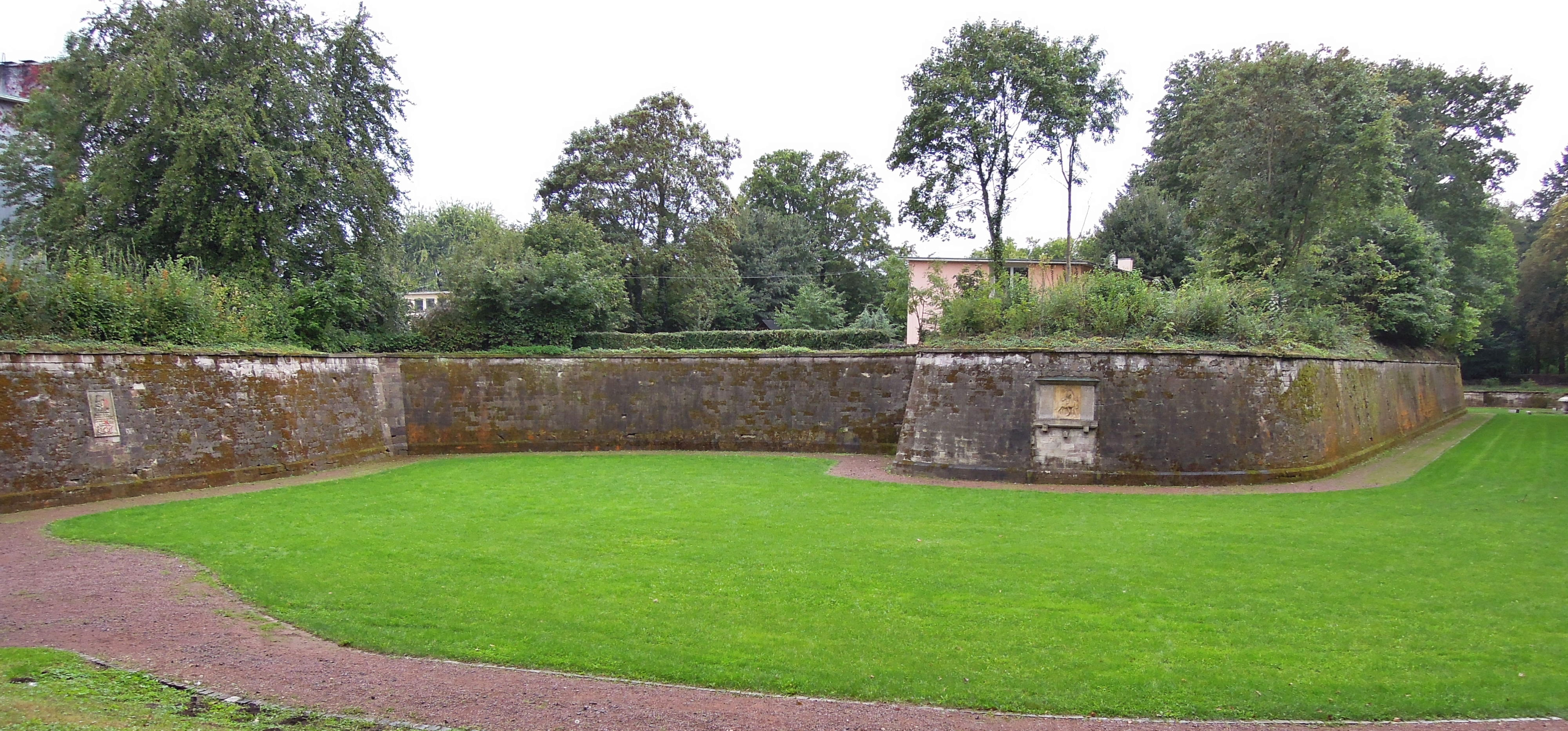
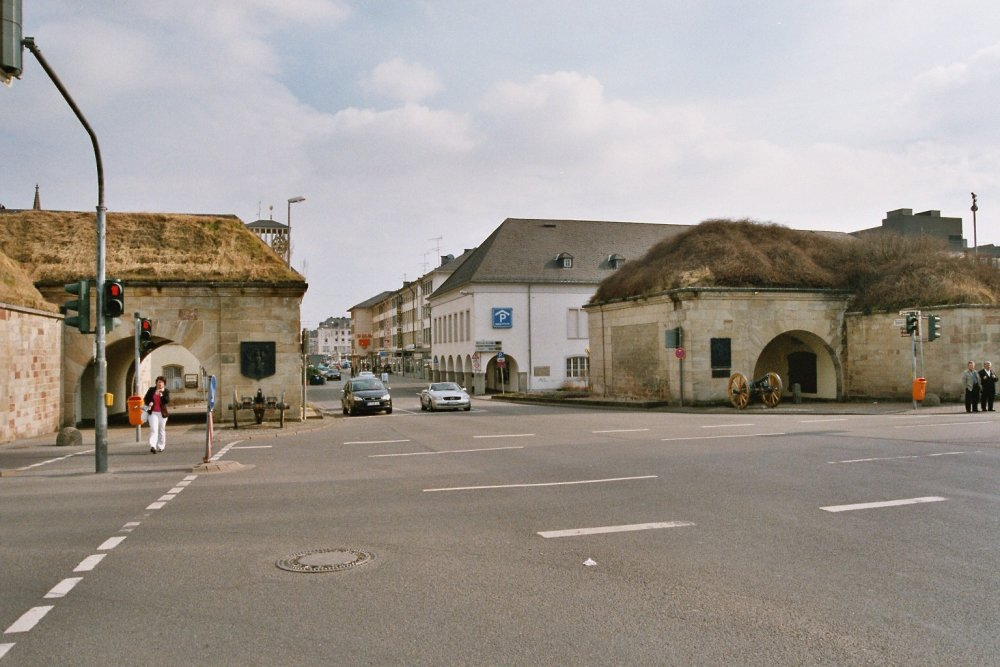
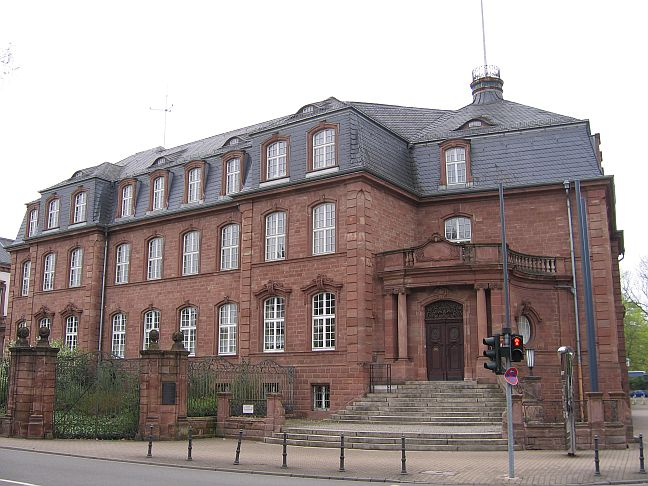
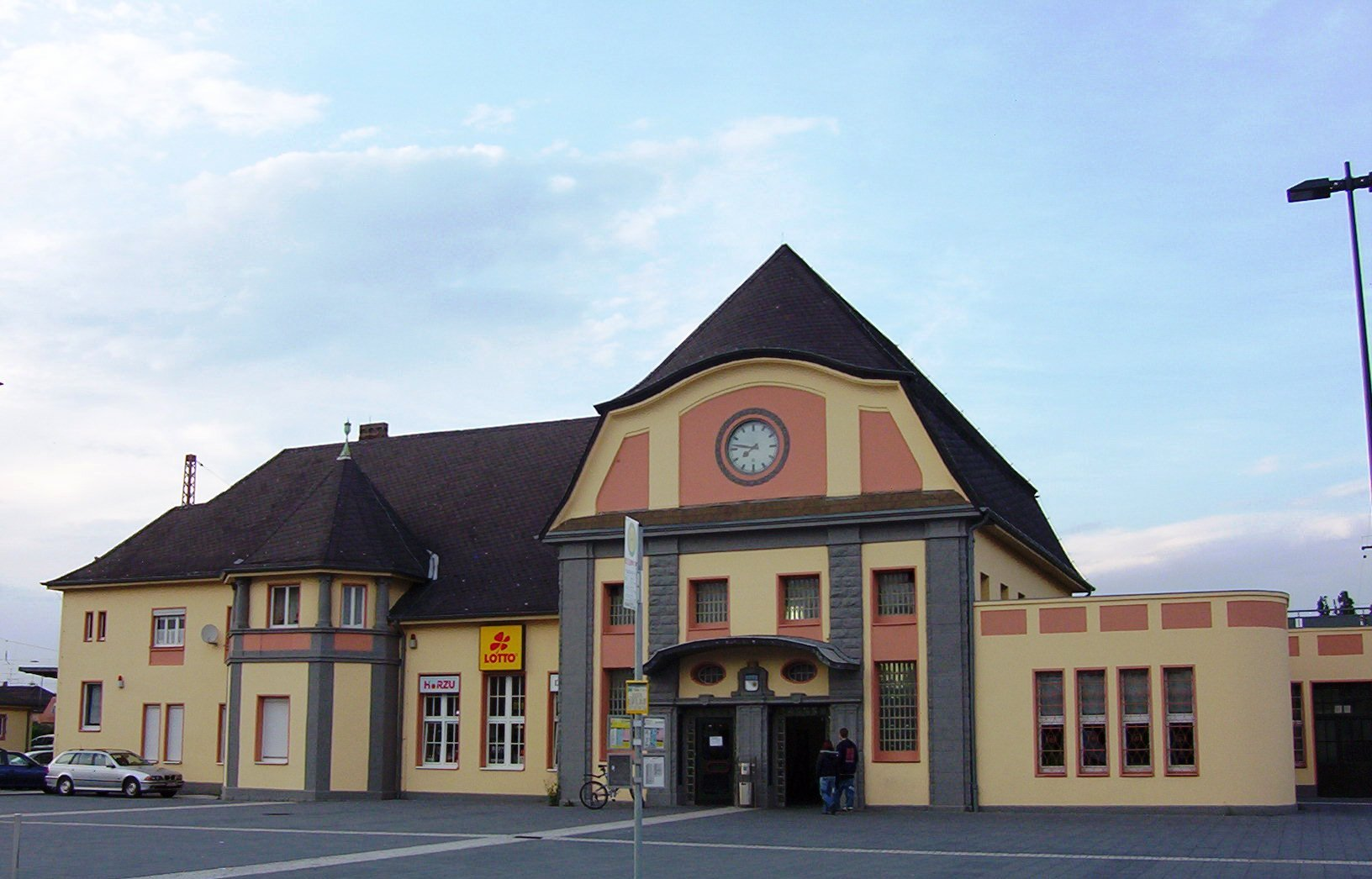
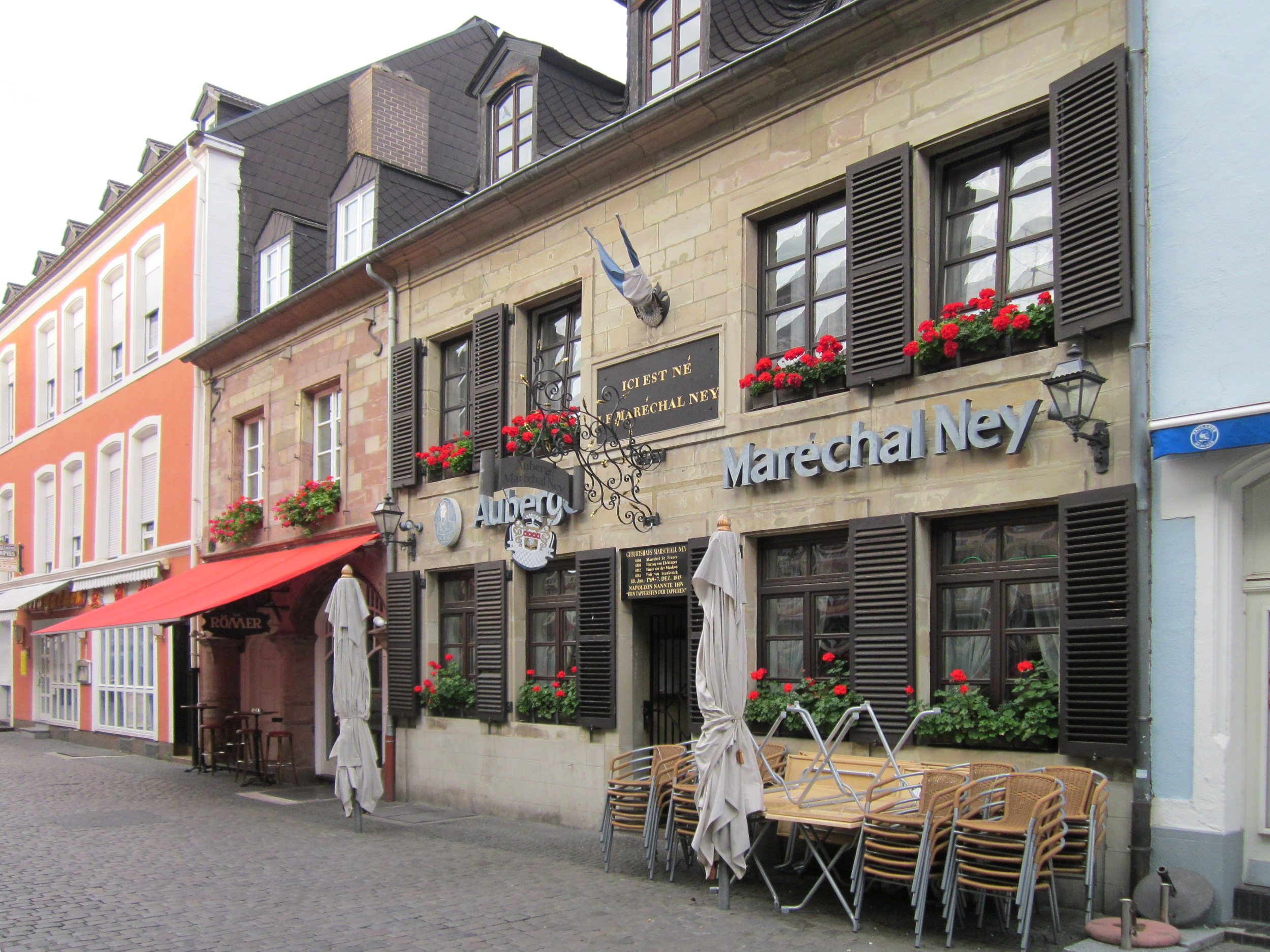
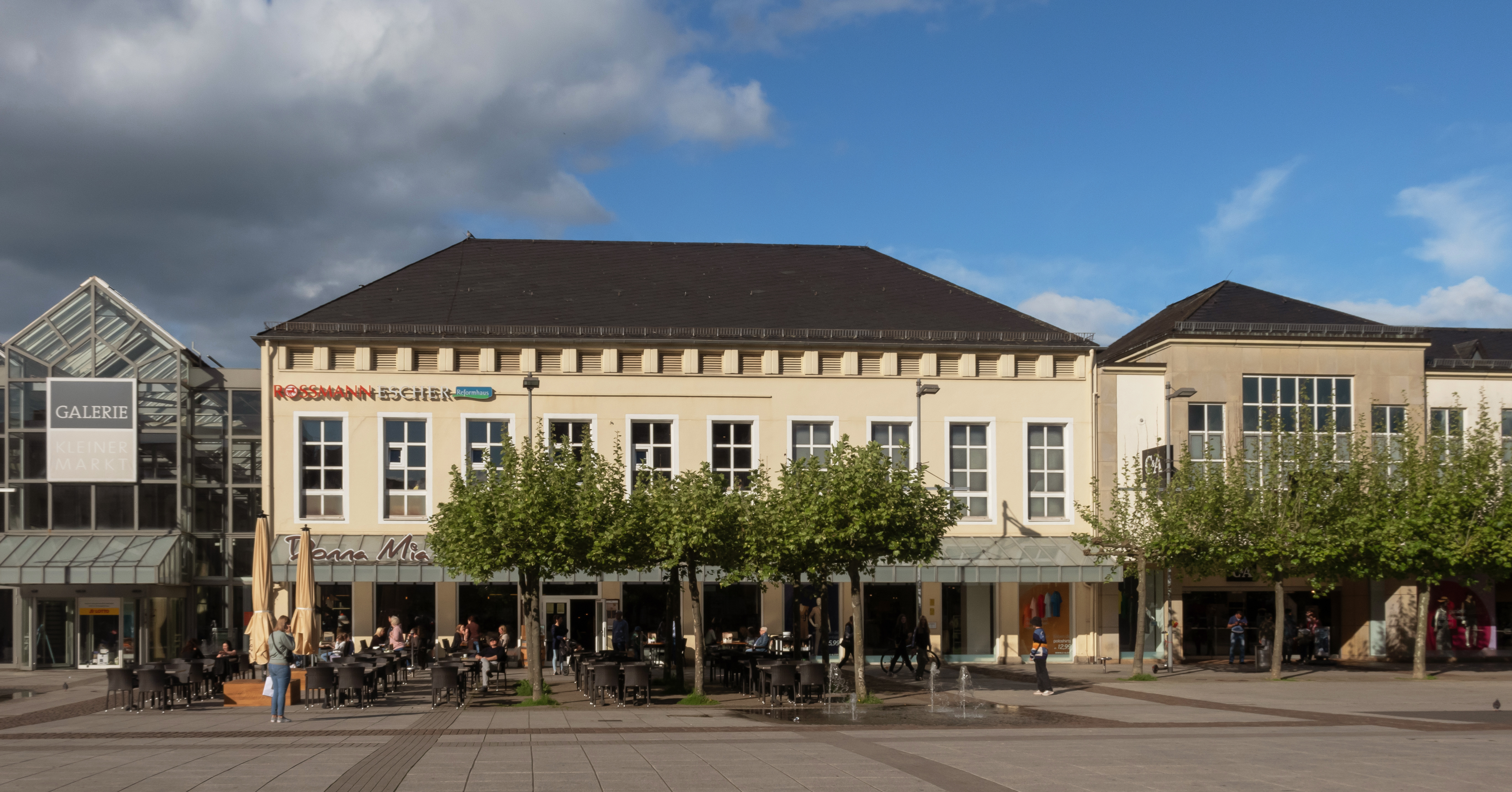
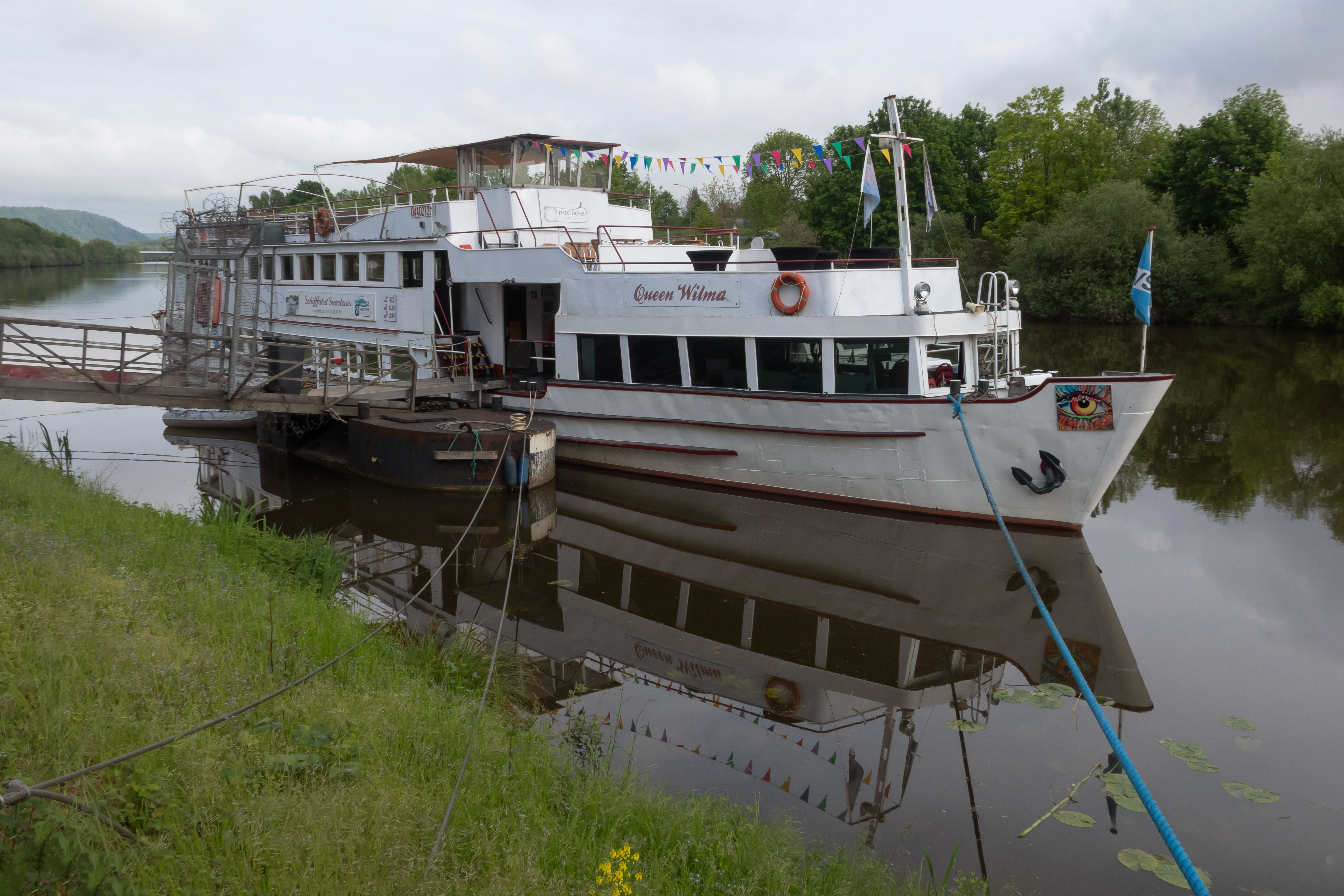

## Administration

### Gouverneurs
- 1680-1710 : Thomas de Choisy, marquis de Moignéville (1632-26 février 1710), a été le premier gouverneur de la ville.

### Maires (Oberbürgermeister)
- 1815 : Michel Reneauld
- 1945-1947 : Ernst Bloch
- 1947-1957 : Anton Merziger (CVP)
- 1957-1967 : Hubert Schreiner (CDU)
- 1967-1987 : Dr. Manfred Henrich (SPD)
- 1987-1997 : Richard Nospers (SPD)
- 1997-2005 : Hans-Joachim Fontaine (CDU)
- 2005-2017 : Roland Henz (SPD)
- 10/2017-12/2017 : Marion Jost, commissaire (CDU)
- 2018-2024 : Peter Demmer (SPD)
- 2024- : Marc Speicher (CDU)

## Économie

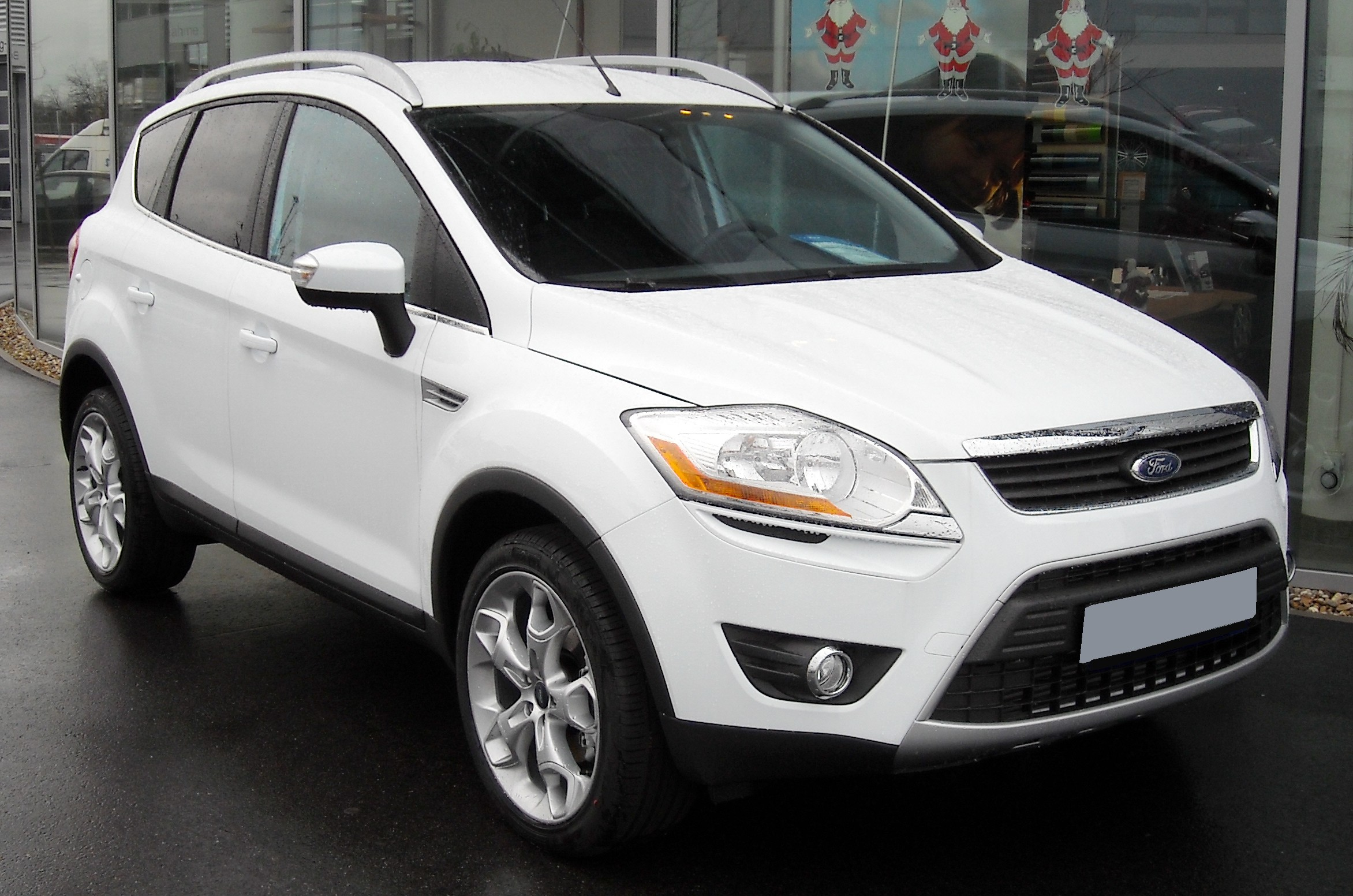
Le Ford Kuga est produit à Sarrelouis.

- L'usine Ford, implantée depuis 1970, emploie 6 524 personnes assemblant trois modèles du constructeur américain.

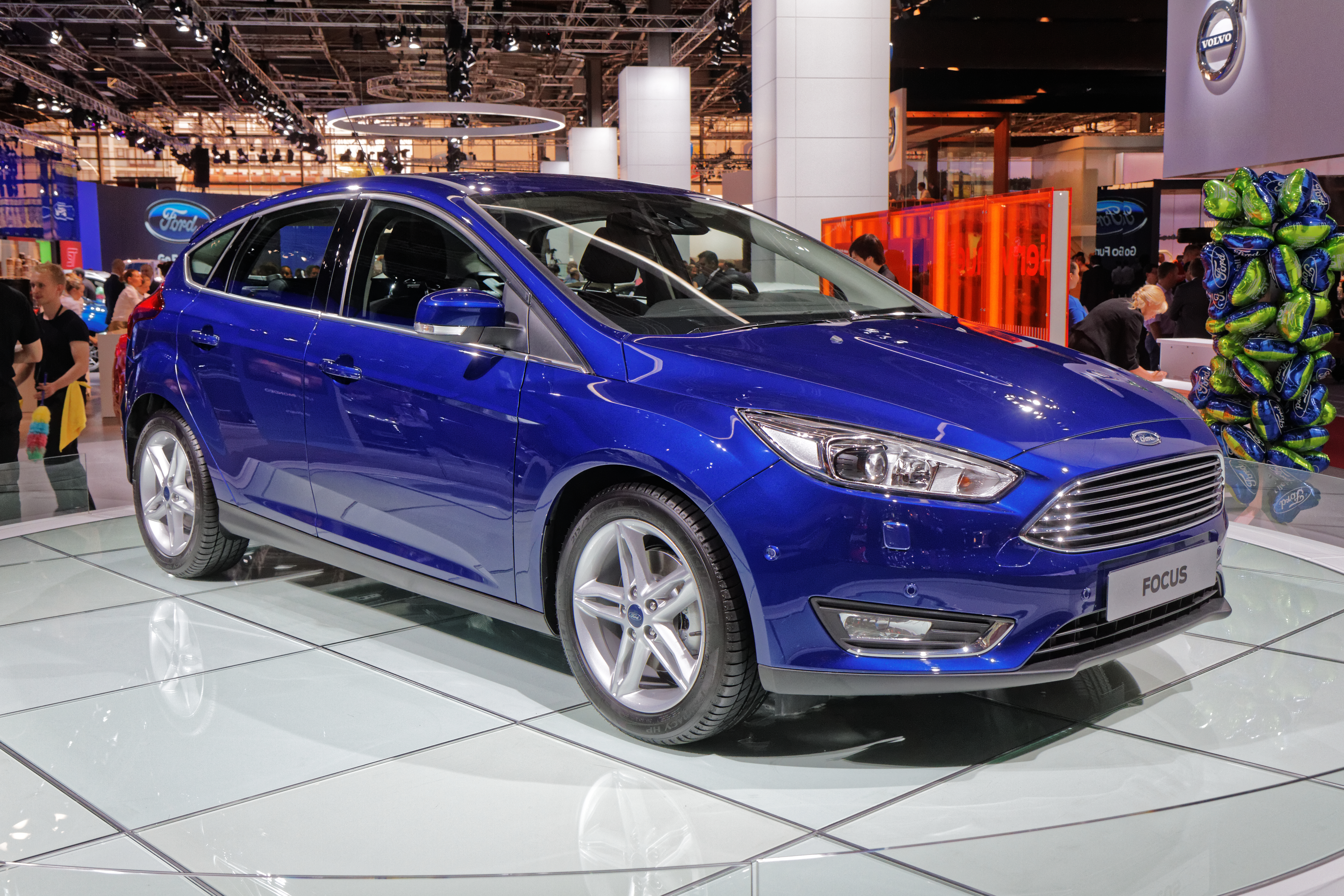
Le Ford Focus est produit à Sarrelouis.

## Personnages liés à la ville
- Jean-Nicolas du Sart de Vigneulles[3], « ingénieur du roy » Louis XIV, a participé à la construction des fortifications de Vauban à Sarrelouis. Il y a fait construire des maisons aux n°32-36 de la Herrenstraße[4]. Il est mort à Sarrelouis en 1713 et a été inhumé dans l'église Saint-Louis.
- Michel Reneauld (1760-1826), général de division de la Révolution et de l’Empire, né et mort à Sarrelouis.
- Laurent Schobert (1763-1846), général de brigade de la Révolution et de l’Empire, né à Sarrelouis.
- François Muller (1764-1808), général de division de la Révolution française, né à Sarrelouis.
- Michel Ney (1769-1815), maréchal d'Empire, fidèle de Napoléon (1804) qui le fait duc d'Elchingen, et prince de la Moskowa. Né à Sarrelouis, il est surnommé « le brave parmi les braves ». Rallié à Napoléon lors des Cent jours, il est fusillé à Paris en décembre 1815 pour haute trahison à la Seconde Restauration.
- Jean-François Toussaint (1772-1827), général des armées de la République française et du Premier Empire, y est né.
- Heinrich Marx (1777-1838), avocat français et père de Karl Marx.
- François-Auguste Cheussey (1781-1857), architecte.
- Jean-Nicolas Gannal (1791-1852), pharmacien, chimiste, inventeur français.
- Pierre Nicolas Gannal (1778-1832), officier d'artillerie français mort au siège de la citadelle d'Anvers (1832), frère du précédent.
- Soldat Lacroix (de), personnage de fiction.
- Eduard von Knorr (8 mars 1840 en tant qu'Eduard Knorr-17 février 1920 à Berlin), amiral.
- Paul Emil von Lettow-Vorbeck (20 mars 1870-9 mars 1964 à Hambourg), général durant la campagne d’Afrique de l’Est, homme politique et écrivain.
- Max Donnevert (1872-1936), homme politique allemand, député au Landtag d'Alsace-Lorraine.
- Hubert Ney (de) (12 octobre 1892-3 février 1984), homme politique (Deutsche Zentrumspartei, CVP puis CDU), ministre-président de la Sarre de 1956 à 1957.
- Oskar Lafontaine (1943-), homme politique, fondateur du parti Die Linke.
- Ralf Altmeyer (1966-), virologue.
- Marc Speicher (1984-), homme politique.
- Florian Müller (1997-), footballeur allemand.
- Esther Bejarano (1924-2021), musicienne allemande.

## Jumelages
La ville de Sarrelouis est jumelée avec :
- Saint-Nazaire (France) depuis 1969 ;
- Eisenhüttenstadt (Allemagne) depuis 1986 (le premier jumelage germano-allemand) ;
- Matiguas (Nicaragua) depuis 1986 ;
- Bochnia (Pologne) depuis 2001.